# Skreemer
Skreemer es una obra de seis números creada por Peter Milligan, Brett Ewins y Steve Dillon, publicada entre mayo y octubre de 1989. Fue el primer proyecto de Milligan en DC Comics tras su debut en la británica 2000 AD y su paso por Eclipse Comics.
En España fue editada en 6 números por Zinco.

## Argumento
La acción se sitúa en el año 38 después de La Caída, en plena Edad de los Gigantes; un período que precede a la Edad de la Reconstrucción; un futuro siniestro y postapocalíptico dominado por gánsteres, o un pasado ucrónico del período que sobrevino tras el crack de 1929.
Peter Finnegan, el narrador, nos contará el auge y caída del mayor y más grande de los gánsteres que jamás existieron en la Edad de los Gigantes, Veto Skreemer, y de los que antaño fueron sus dos mejores amigos: Dutch Amsterdam y Victoria Chandler. Paralelamente, asistiremos también a las dificultades y tragedias que desde La Caída sobrevinieron sobre la propia familia Finnegan.

## Personajes
- Veto Skreemer, el último de los Skreemer, es en el año 38 tras La Caída el más grande y poderoso de los jefes mafiosos –llamados Presidentes– de la Edad de los Gigantes, y el único que se niega a aceptar que los tiempos han de cambiar pese a ser, paradójicamente, el primero en saber que cambiarán. Su lucha es una pugna contra el destino, contra la evolución del sistema; una lucha en la que no dudará en traicionar y aniquilar a sus iguales aunque entre ellos se cuenten Dutch Amsterdam y Victoria Chandler, también Presidentes y amigos de Skreemer desde los tiempos en que gozaron –como delincuentes juveniles– de una rápida ascensión en el escalafón mafioso sobre la base de sus expeditivos y sangrientos métodos.

- Dutch Amsterdam es un hombre dividido, ya que ama platónicamente desde su infancia a Victoria, pero debe su lealtad –y amistad– a Skreemer quien, a su vez, aunque relativamente merecedor de la primera en lo que a Dutch respecta, nunca ha valorado conceptos que impliquen emociones. Cuando estalla la guerra entre sus dos antiguos camaradas de armas, deberá escoger un bando.

- Victoria Chandler, la sempiterna amiga de Dutch Amsterdam desde las más tierna infancia y, posteriormente, de Veto Skreemer (del que también fue amante), Victoria simboliza el advenimiento de una nueva era basada en la prosperidad, el entendimiento y la cooperación; una era en la que no habrá guerras declaradas entre las distintas bandas sino un órgano colegiado de las mismas a través del cual todas serán más fuertes a través de la unión. Pero, pese a su voluntad de diálogo, Victoria es una mujer fuerte, decidida y violenta que no cejará en su empeño por alcanzar su visión. Y aunque sería incapaz de volverse contra sus compañeros, tiene bastante claro que los traidores jamás serán merecedores de su compasión.

- Los Finnegan. La historia de Charles Finnegan, su hijo Timothy y su nieto Peter (narrador de la historia), es la de todos aquellos que se ven envueltos en una espiral de violencia y pobreza que no han desencadenado, que no controlan y con la que tienen que lidiar para poder sobrevivir; en otras palabras, el hombre de la calle que resignadamente sufre la violencia y la ambición de los poderosos. Específicamente se contraponen la figura de Charles –el abuelo–, quien se resiste a renegar de los principios que lo hacen bueno y humano solo por conveniencia; y la de Timothy, para quien el bienestar propio y de la familia es una máxima moral cuyo mantenimiento exige adaptarse e, incluso, trabajar para Veto Skreemer, un hombre al que Charles desprecia profundamente.

## Inspiración
En la contraportada, Brett Ewins explica las dos grandes y distintivas influencias de Skreemer: por una parte, Érase una vez en América y El largo Viernes Santo, y por otra, el Finnegans Wake de James Joyce.
También se le pueden sumar las referencias filosóficas a Giordano Bruno y Giambattista Vico y los detalles y homenajes a obras literarias o del cine (al 1984 de Orwell, o El Padrino Parte II). 

## Curiosidades
- Skreemer se publicó bajo el sello de DC y no bajo el de Vertigo, ya que este no nacería hasta cuatro años después, aunque sea en este último donde actualmente se editan las reediciones del tebeo.
- En inglés, "skreemer" en inglés suena bastante parecido a “schemer”, que se traduciría como “maquinador”, “intrigante” o “maquiavélico”.